# Elementary (televisieserie)
Elementary is een Amerikaanse misdaadserie die op 27 september 2012 in première ging bij CBS. Het verhaal hiervan draait om een eigentijdse update van Arthur Conan Doyles karakter Sherlock Holmes als Brits hoofdpersonage in de Verenigde Staten, met Jonny Lee Miller als Holmes en Lucy Liu als Joan Watson (in plaats van de originele John H. Watson).
In Nederland wordt de serie uitgezonden door Paramount Network en RTL Crime. Circa 1 miljoen mensen keken naar de kick-off op 8 januari 2013. De allerlaatste aflevering (seizoen 7, aflevering 13) werd op 15 augustus 2019 uitgezonden.

## Uitgangspunt
Sherlock Holmes is een voormalig adviseur van Scotland Yard, die na een drugsverslaving en een periode in een afkickkliniek de benen heeft genomen naar New York, uit schaamte voor het gezichtsverlies. Hij verblijft daar op kosten van zijn vermogende vader, die voormalig chirurg Joan Watson heeft ingehuurd om op hem te letten en ervoor te zorgen dat hij drugsvrij blijft. Holmes blijkt een hyperactief, impulsief en sociaal moeilijk bereikbare man, maar ook een onvermoeibaar deductief genie. Watson raakt gefascineerd door hem en hij raakt gesteld op haar, omdat ze bijdraagt aan zijn vermogen om zich te concentreren en te ontspannen. Ze probeert hem daarnaast uit eigen interesse ook te helpen bij zijn continue onderzoeken door mee te denken en andere invalshoeken aan te dragen. Wanneer haar contract met Holmes' vader afloopt, vraagt Holmes haar daarom te blijven als zijn leerling-detective, wat ze doet.

## Rolverdeling
- Jonny Lee Miller als Sherlock Holmes
- Lucy Liu als dr. Joan Watson
- Aidan Quinn als inspecteur Thomas Gregson
- Jon Michael Hill als rechercheur Marcus Bell

## Afleveringen
| Seizoen | datum eerste aflevering | datum laatste aflevering | aantal afleveringen |
| ------- | ----------------------- | ------------------------ | ------------------- |
| 1       | 27 september 2012       | 16 mei 2013              | 24                  |
| 2       | 26 september 2013       | 15 mei 2014              | 24                  |
| 3       | 30 oktober 2014         | 14 mei 2015              | 24                  |
| 4       | 5 november 2015         | 8 mei 2016               | 24                  |
| 5       | 2 oktober 2016          | 21 mei 2017              | 24                  |
| 6       | 30 april 2018           | 17 september 2018        | 21                  |
| 7       | 23 mei 2019             | 15 augustus 2019         | 13                  |